# Tadeusz Zygmunt Lorenz
Tadeusz Zygmunt Lorenz (ur. 21 stycznia 1906 w Drohobyczu, zm. 3 stycznia 1986 we Wrocławiu) – chirurg, urolog, profesor nauk medycznych.

## Życiorys
W 1926 zdał egzamin dojrzałości w liceum w Stanisławowie, po którym podjął studia na kierunku lekarskim na Uniwersytecie im. Jana Kazimierza we Lwowie. Po uzyskaniu dyplomu lekarskiego, w 1933, rozpoczął pracę w Szpitalu Państwowym Świętego Łazarza w Krakowie. Od 1934 zatrudniony był na stanowisku asystenta w uniwersyteckiej Klinice Ginekologii i Położnictwa we Lwowie. Rok później objął etat na Oddziale Urologicznym w Państwowym Szpitalu Powszechnym we Lwowie. 26 marca 1938 uzyskał stopień naukowy doktora nauk medycznych. W latach 1944–1946 roku pracował jako urolog i ordynator Szpitala Powiatowego w Dąbrowie Tarnowskiej. Przez kolejny rok był współorganizatorem Oddziału Urologicznego Szpitala Miejskiego w Gdyni oraz tamtejszej Przychodni Urologicznej w Pogotowiu Portowym. W 1947 został zatrudniony na stanowisku kierownika Oddziału Urologicznego w Klinice Chirurgicznej Akademii Lekarskiej w Gdańsku. Rok później współzałożył Polskie Towarzystwo Urologiczne. Od 1950 był członkiem Komitetu Redakcyjnego czasopisma „Urologia Polska”. W roku tym także podjął pracę w I Klinice Chirurgicznej Państwowego Szpitala Klinicznego nr 1 Akademii Medycznej w Gdańsku, a w 1953 w III Katedrze i Klinice Chirurgicznej w Państwowym Szpitalu Klinicznym nr 3 AMG. 22 października 1954 otrzymał tytuł naukowy docenta.
1 lutego 1958 został powołany na stanowisko kierownika Katedry i Kliniki Urologii Akademii Medycznej we Wrocławiu, obejmując równocześnie funkcję ordynatora Oddziału Urologicznego Wojewódzkiego Szpitala im. Babińskiego. 30 października 1958 podniesiony został do rangi profesora nadzwyczajnego. W latach 1962–1965 pełnił funkcję prodziekana Wydziału Lekarskiego, a przez 2 kolejne lata był dziekanem tego Wydziału. W 1969 został profesorem zwyczajnym. W latach 1972–1975 należał do Rady Naukowej Instytutu Balneoklimatycznego w Poznaniu. W 1976 przeszedł na emeryturę.
W jego kręgu zainteresowań naukowych znajdowały się badania nad schorzeniami nowotworowymi, problemy kamicy moczowej, wady rozwojowe układu moczowo-płciowego. Uważany jest za polskiego prekursora leczenia zapalnych schorzeń gruczołu krokowego za pomocą borowiny.

## Przynależność do organizacji
- Międzynarodowe Towarzystwo Urologiczne;
- Polskie Towarzystwo Urologiczne;
- Towarzystwo Chirurgów Polskich;
- Wrocławskie Towarzystwo Naukowe[1]

## Nagrody i odznaczenia
- Krzyż Kawalerski Orderu Odrodzenia Polski;
- Medal Komisji Edukacji Narodowej;
- Brązowy Medal „Za zasługi dla obronności kraju”;
- Medal 10-lecia Polski Ludowej (1955)[3];
- Medal 30-lecia Polski Ludowej;
- Odznaka „Zasłużony Pracownik Służby Zdrowia” (1953)[4];
- Odznaka „Zasłużony dla Dolnego Śląska”[1]